# 海伯格 (阿拉巴馬州)
海伯格（英語：Heiberger）是一個位於美國阿拉巴馬州佩里縣的非建制地區。該地的面積和人口皆未知。

## 地理
海伯格的座標為32°45′29″N 87°17′12″W / 32.75806°N 87.28667°W，而該地的平均海拔高度為60米（即200英尺）。